# Wacław Wilhelm z Roupova
Wacław Wilhelm z Roupova, cz. Václav Vilém Roupovský z Roupova, niem. Wenzel Wilhelm von Ruppau (ur. ?, zm. 1641) – czeski szlachcic, protestant, jeden z przywódców powstania przeciw Habsburgom w Czechach.
Zdobył solidne wykształcenie we Włoszech i w Szwajcarii. Należał do Jednoty Brackiej, był jednym z najgorliwszych obrońców wolności religijnej, opartej na liście majestatycznym cesarza Rudolfa II Habsburga. Za panowania jego następcy, Macieja Habsburga pełnił m.in. funkcję radcy królewskiego. W 1618 roku został jednym z przywódców powstania stanów przeciw Habsburgom. Wraz z Jindřichem Matyášem Thurnem i Linhartem Coloną z Felsu należał do najważniejszych postaci w tymczasowym rządzie stanów. Z jego inicjatywy powstał trzydziestoosobowy dyrektoriat powstańczy, którego objął przewodnictwo.
Po bitwie na Białej Górze (1620) wyjechał z kraju. Pod swoją nieobecność został zaocznie skazany na karę śmierci. Dzięki staraniom Zdenka Vojtěcha Popela z Lobkovic w 1627 roku został ułaskawiony. Do kraju powrócił w 1631, z saskim wojskiem. Będąc w Czechach pogrzebał szczątki straconych powstańców, które do tego czasu wystawione były na wieży Mostu Karola w Pradze. Od 1632 roku mieszkał w saskim Dreźnie. Zmarł w 1641 roku, po ponownym przyjeździe do Czech.